# ألان مايرز
ألان مايرز (بالإنجليزية: Alan Myers) هو موسيقي أمريكي، ولد في 1955 في آكرون في الولايات المتحدة، وتوفي في 24 يونيو 2013 في لوس أنجلوس في الولايات المتحدة بسبب سرطان المعدة.

## وصلات خارجية
- ألان مايرز على موقع IMDb (الإنجليزية)
- ألان مايرز على موقع الموسوعة البريطانية (الإنجليزية)
- ألان مايرز على موقع ميوزك برينز (الإنجليزية)
- ألان مايرز على موقع ديسكوغز (الإنجليزية)
- ألان مايرز على موقع قاعدة بيانات الفيلم (الإنجليزية)